# Hao Wei
Hao Wei (郝偉T, 郝伟S, Hǎo WěiP; Zibo, 27 dicembre 1976) è un allenatore di calcio ed ex calciatore cinese, di ruolo difensore.

## Palmarès

### Giocatore
- Campionato cinese: 1

Shandong Luneng: 1999

### Allenatore
- Coppa di Cina: 2

Shandong Luneng: 2020, 2021, 2022
- Campionato cinese: 1

Shandong Luneng: 2021